# Гороховская, Раиса Петровна
Раиса Петровна Гороховская (до замужества Харитонова; 1932—2020) — советская спортсменка, чемпионка СССР по прыжкам в воду. Мастер спорта СССР (1955). Мастер спорта СССР международного класса.

## Биография
Родилась 12 февраля 1932 года в Москве.
С 1946 по 1949 год училась в цирковом училище. Затем была приглашена заниматься прыжками в воду, сначала в ДСО «Спартак» (Москва), а с 1950 года выступала за ВМС (Ленинград). Тренировалась под руководством Трифилия Яковлевича Есина, Владимира Трофимовича Гайкового (первый тренер) и Нинель Васильевны Крутовой.
Была чемпионом Москвы и СССР в прыжках с вышки (1957, 1958), вторым призёром чемпионата Европы (1958, Будапешт), участницей летних Олимпийских игр в Мельбурне (1956) и Риме (1960), где заняла девятое и пятое места соответственно.
Прыжками в воду закончила профессионально заниматься в 38 лет. Работала инструктором-методистом в Московском интернате для больных детским церебральным параличом. С 1990 года — постоянный участник ветеранских соревнований в России, Европе и мире. В числе государственных наград Р. П. Гороховской — медаль «За трудовое отличие».
Была замужем за тренером по прыжкам, доктором педагогических наук — Л. З. Гороховским. У них было двое сыновей, родившихся в 1952 и 1964 годах.
Умерла 26 июля 2020 года в Москве.

## Награды
- Медаль «За трудовое отличие» (16.09.1960) — за успешные выступления в XVII летних и VIII зимних Олимпийских играх 1960 года, а также за выдающиеся спортивные достижения[5]